# Proasellus coxalis
Proasellus coxalis är en kräftdjursart som först beskrevs av Dollfus 1892.  Proasellus coxalis ingår i släktet Proasellus och familjen sötvattensgråsuggor. Enligt den svenska rödlistan är arten starkt hotad i Sverige. Arten förekommer i Götaland. Artens livsmiljö är våtmarker, sjöar och vattendrag.

## Underarter
Arten delas in i följande underarter:
- P. c. aoualensis
- P. c. africanus
- P. c. peyerimhoffi
- P. c. nanus
- P. c. lucifugus
- P. c. cyanophilus
- P. c. banyulensis